# 472-Colombia/Saison 2013
Dieser Artikel listet Erfolge und Fahrer des Radsportteams 472-Colombia in der Saison 2013 auf.

## Erfolge in der UCI America Tour
Das Team konnte folgende Erfolge in der UCI America Tour 2013 erringen.
| Datum      | Rennen                             | Kat. | Fahrer         |
| ---------- | ---------------------------------- | ---- | -------------- |
| 17. August | 4. Etappe Vuelta al Sud de Bolivia | 2.2  | Camilo Suárez  |
| 18. August | 5. Etappe Vuelta al Sud de Bolivia | 2.2  | Edson Calderón |

## Erfolge in der UCI Europe Tour
Das Team konnte folgende Erfolge in der UCI Europe Tour 2013 erringen.
| Datum       | Rennen                         | Kat. | Fahrer                |
| ----------- | ------------------------------ | ---- | --------------------- |
| 18. Mai     | 3. Etappe Ronde de l’Isard     | 2.2U | Heiner Parra          |
| 16.–19. Mai | Gesamtwertung Ronde de l’Isard | 2.2U | Juan Ernesto Chamorro |

## Mannschaft
| Name                  | Geburtstag         | Nationalität | Team 2012                                     |
| --------------------- | ------------------ | ------------ | --------------------------------------------- |
| Edson Calderón        | 3. Juni 1984       | Kolumbien    | Neoprofi                                      |
| Jesús Castaño         | 11. Februar 1986   | Kolumbien    | 4-72 Colombia es Pasión                       |
| Juan Ernesto Chamorro | 18. November 1991  | Kolumbien    | Neoprofi                                      |
| Daniel Durango        | 12. November 1992  | Kolumbien    | Neoprofi                                      |
| José Galindo          | 5. Juli 1993       | Kolumbien    | Neoprofi                                      |
| Diego Ochoa           | 5. Juni 1993       | Kolumbien    | Neoprofi                                      |
| Fernando Orjuela      | 4. November 1991   | Kolumbien    | Neoprofi                                      |
| César Paredes         | 5. September 1992  | Kolumbien    | Neoprofi                                      |
| Heiner Parra          | 9. Oktober 1991    | Kolumbien    | EPM-UNE (2011)                                |
| Juan Diego Quintero   | 6. März 1992       | Kolumbien    | Neoprofi                                      |
| Ever Rivera           | 27. Dezember 1991  | Kolumbien    | Neoprofi                                      |
| Yean Rodríguez        | 7. März 1991       | Kolumbien    | Gobernación de Antioquia-Indeportes Antioquia |
| Sebastián Salazar     | 23. Januar 1990    | Kolumbien    | Colombia es Pasión-Café de Colombia (2011)    |
| Camilo Suárez         | 18. September 1988 | Kolumbien    | EPM-UNE                                       |
| Carlos Urán           | 6. Juni 1980       | Kolumbien    | Neoprofi                                      |
| Juan Pablo Villegas   | 15. Oktober 1987   | Kolumbien    | Boyacá Orgullo de América                     |